# Дятлов, Пётр Юрьевич
Пётр Юрьевич Дятлов (или Дятлив, как он писал в автобиографии и подписывался в документах, укр. Петро Юрійович Дятлів; 13 февраля 1883, Стародуб, Черниговская губерния — 3 ноября 1937, урочище Сандармох, Карелия) — украинский политический деятель, революционер, переводчик, редактор и публицист. Жертва сталинского террора.

## Биографические сведения
Родился в городе Стародуб Черниговской губернии в семье потомственных ремесленников (отец — рабочий-маляр). Окончил Нежинскую гимназию. Учился в Московском университете, Петербургском политехникуме, но не закончил его — отчислен как политически неблагонадёжный.
Вступил в украинское общество «Громада», а затем в Революционную украинскую партию. Придерживался социалистических взглядов, примыкал к левому крылу УСДРП (Лев Юркевич, Владимир Левинский, Оксентий Лола), сотрудничал и с РСДРП и её изданиями, например, с большевистской «Рабочей газетой», где вышел его некролог Леси Украинки, слова из которого нанесены на постамент памятника на её могиле.
Выслан царским правительством за пределы Российской империи. В 1914 году попал в Вену, где участвовал в Союзе освобождения Украины. Окончил Венский университет и получил высшее техническое образование в Праге.
Приветствовал Октябрьскую революцию 1917 года, после которой был работником дипломатического представительства советской власти в Берлине. С июля 1924 года работал в Праге.
В 1919 году вступил в украинскую секцию Коммунистической партии Австрии, в 1920 — в заграничную группу Коммунистической партии Восточной Галиции, в 1921 — в Компартию Германии, в 1924 — в Компартию Чехословакии.
С 1925 года по приглашению Наркомата просвещения УССР вернулся на родину — в столицу республики Харьков, работал переводчиком и редактором, преподавал политическую экономию, диалектический и исторический материализм в харьковских вузах, стал профессором института коммунального хозяйства.
Преследования со стороны сталинских властей начались с 1929 года. Дятлов был арестован в 1933 году по делу «Украинской военной организации». Судебной тройкой при Коллегии ГПУ УССР осуждён по статье 54-11 Уголовного кодекса УССР на 5 лет исправительно-трудовых лагерей. Отбывал наказание в Соловках.
Особой тройкой НКВД 9 октября 1937 года приговорен к высшей мере наказания. Расстрелян в урочище Сандармох в числе 265 политических заключенных 3 ноября 1937 года.
Реабилитирован 9 мая 1958 года и 5 ноября 1959 года.

## Переводы
- С чешского языка — Готфрид Келлер, Божена Немцова, Алоис Йирасек.
- С украинского — Леся Украинка, Борис Гринченко, Иван Франко, Михаил Драгоманов, Ольга Кобылянская и др.
- С русского — В. И. Ленин.